# Sandwichplaat
De Sandwichplaat is een zeer kleine tektonische plaat die uit oceanische korst bestaat. De Sandwichplaat bevindt zich tussen de Zuid-Amerikaanse Plaat en de Scotiaplaat in, ten zuidoosten van Zuid-Amerika, in de Scotiazee in de Zuidelijke Atlantische Oceaan. Het oppervlak van de plaat bedraagt ongeveer 170.000 km². Ze beweegt - relatief ten opzichte van de Afrikaanse Plaat - met een snelheid van ongeveer 47 mm per jaar naar het oosten. De Zuidelijke Sandwicheilanden liggen op de Sandwichplaat.
De westelijke rand is een divergente plaatgrens in de vorm van een mid-oceanische rug met de naburige Scotiaplaat. In het oosten subduceert de Sandwichplaat onder de Zuid-Amerikaanse Plaat. Vermoed wordt dat de Sandwichplaat ooit een deel was van de Scotiaplaat en dat de spreidingsrug tussen beide ontstond uit backarc spreading in de regio achter de subductiezone.